# Tomasz Michałowski (zm. 1795)
Tomasz Michałowski herbu Jasieńczyk (zm. w 1795 roku) – kanonik krakowski w 1775 roku, kanonik kielecki i tarnowski, w czasie niewoli biskupa Kajetana Sołtyka był zarządcą dóbr biskupstwa krakowskiego, uczestnik konfederacji barskiej.